# Nukunonu
Nukunonu, è un atollo corallino facente parte delle isole Tokelau.
In totale copre una superficie di 5,5 km², ed è l'atollo più esteso fra i tre che compongono le Tokelau. La laguna interna copre una superficie di 90 km².